# Ernst Ferdinand Nolte
Ernst Ferdinand Nolte (Hamburgo, 24 de diciembre de 1791 - Kiel, 18 de febrero de 1875) fue un botánico y briólogo alemán, que trabajó extensamente en la "Flora de Schleswig-Holstein", y proporcionando muchas contribuciones a "Flora Danica".

## Biografía
Después de clases particulares en Hamburgo, Nolte llegó con 18 años a Schwerin, preparándose con Johann Wilhelm y David Hofmedicus en lenguas antiguas y ciencias naturales en la Universidad. Y se interesó en la botánica, promoviendo una serie de excursiones botánicas. Para evitar ser reclutado en el ejército francés, huyó finalmente a Goslar, y llegó allí como aprendiz con el farmacéutico Braunholz, en el otoño de 1813; y se matriculó en la Universidad de Gotinga. Estudió medicina, y lo hizo con entusiasmo por la Botánica, donde conoció a Wall Roth, Heinrich Gustav Flörke, Wahlberg, Lehmann y Schouw.
En el verano de 1826 fue nombrado profesor de Botánica en Kiel; y fue director del Jardín Botánico de Kiel. Su estudiante más famoso fue el explorador de la flora de Australia, Ferdinand von Mueller. Nolte tuvo a partir del estudio de la flora de los ducados de Schleswig, Holstein y Lauenburg, e hizo amistad con el botánico de Hamburgo Heinrich G. Reichenbach, de quien recibió apoyo. Trabajó para la Flora Danica en 1840. El jardín botánico en Kiel bajo su liderazgo, tuvo una fuerte recuperación, la inversión y la expansión del Herbario de la Universidad fue especialmente querido por él.
En 1860 perdió a su esposa, hija del físico Pfaff, que lo puso en un estado disfuncional. Su visión se fue rápidamente, una parálisis de la mano derecha hacía difícil de escribir y con bronquitis severa, lo que le sucedió en 1864, el aumento de su enfermedad. Al principio trató con tratamientos de socorro, lo que le llevó a Suiza, Baviera y a Austria. En 1873 se retiró.

## Algunas publicaciones
- 1836. Index seminum horti botanici Kiliensis. 8 pp.

### Libros
- 1825. Botanische Bemerkungen über Stratiotes und Sagittaria. Hartwig Friderich Popp, Copenague. 44 pp.

- 1826. Primitiae florae Holsaticae. Suppl. 2: Novitiae florae Holsaticae: sive supplementum alterum Primitiorum Holsaticae G. H. Weberi. Kiel

- 1836-1841. Index seminum horti botanici Kiliensis[2]

## Honores
- 1864: elegido miembro de la Academia Alemana de Científicos Naturales Leopoldina

### Epónimos
Nombrado en honor por Jens Wilken Hornemann en su Flora Danica, de la especie de alga: Zostera noltii (Hornem.) Toml. & Posl.
- (Potamogetonaceae) Potamogeton noltei G.Fisch.[4]
- (Rosaceae) Rubus noltei H.E.Weber[5]

- La abreviatura «Nolte» se emplea para indicar a Ernst Ferdinand Nolte como autoridad en la descripción y clasificación científica de los vegetales.[6]